# Mike McGill

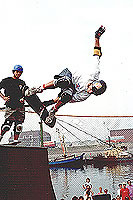
Stalefish air, Scheveningen 1989

Mike McGill is een Amerikaanse professional skateboarder, vooral bekend omdat hij in 1984 voor het eerst de McTwist uitvoerde, een 540 arial op een vert ramp. Hij was ook lid van de Bones Brigade, een team met skateboarders die in de 80'er jaren het skateboarding domineerden (zowel in wedstrijden als in video's). McGill beheerste veel van de moeilijkste tricks op ramps.
McGill stapte begin 90'er jaren in zaken. Zijn bedrijf "Chapter Three" was niet succesvol, maar hij was een van de eerste profs die zijn eigen skatepark opende. Zijn boards en schoenen worden nog over de hele wereld verkocht, inclusief in Nederland.